# 苏育民
苏育民（1917年—1966年），号永三、勇三，小名三意，生于陕西西安，原籍陕西商县，中国秦腔表演艺术家，曾任三意社社长，第二、三、四届全国政协委员。